# Hvidovre
Hvidovre é um município da Dinamarca, localizado na região oriental, no condado de Copenhaga.
O município tem uma área de 22 km² e uma  população de 49 863 habitantes, segundo o censo de 2005.